# Am Vogelgesang
Koordinaten: 49° 47′ 46″ N, 7° 54′ 49″ O
Das Naturschutzgebiet Am Vogelgesang liegt im Landkreis Bad Kreuznach in Rheinland-Pfalz. Das etwa 8,5 ha große Gebiet, das im Jahr 1986 unter Naturschutz gestellt wurde, erstreckt sich südöstlich der Ortsgemeinde Frei-Laubersheim und südwestlich der Ortsgemeinde Neu-Bamberg. Westlich und nördlich verläuft die Landesstraße L 420, nördlich und östlich die L 409.
Zweck ist es,
- die Vorkommen seltener und im Bestand stark gefährdeter Pflanzen- und seltener Tierarten zu schützen
- die Standortverhältnisse und den Bestand wärmeliebender Pflanzengesellschaften und Tiergemeinschaften auf Porphyrfelsboden zu erhalten